# Michel Zanoli
Michel Jean-Paul Zanoli (nascido em 10 de janeiro de 1968) é um ex-ciclista holandês.
Representou os Países Baixos competindo em duas provas do ciclismo de estrada nos Jogos Olímpicos de Verão de 1988 em Seul.